# Burza śnieżna: Hannibal przekraczający Alpy
Burza śnieżna: Hannibal przekraczający Alpy (ang. Snow Storm: Hannibal and his Army Crossing the Alps) – wystawiony po raz pierwszy w 1812 roku obraz autorstwa brytyjskiego malarza Williama Turnera. Dzieło znajduje się w Tate Gallery w Londynie.

## Historia
W roku 1802 William Turner odbył swą pierwszą podróż przez Alpy, zwiedzając prawie całą Szwajcarię. Był pod wielkim wrażeniem górskich widoków i olbrzymich lodowców. Swoje doświadczenia z alpejskich wędrówek wykorzystał przy tworzeniu Burzy śnieżnej. Bezpośrednią inspiracją dla powstania obrazu był spacer artysty wraz ze znajomym w 1810 roku. Obydwaj zobaczyli z daleka burzę śnieżną, która tak zachwyciła Turnera, że naszkicował ten widok, deklarując jednocześnie chęć namalowania obrazu na jego podstawie. Ukończone dzieło zostało wystawione w roku 1812 w Akademii Królewskiej wraz z trzema innymi obrazami i opatrzone fragmentami poetyckimi ze zbioru Fallacies of hope Turnera.

## Tytuł i nawiązania
Tytuł obrazu nawiązuje do epizodu z drugiej wojny punickiej, kiedy to kartagiński wódz Hannibal przeprawiał się przez Alpy ze swoją armią oraz z kilkudziesięcioma słoniami do Italii. Chociaż Hannibal odnosił sukcesy w wojnie,  został ostatecznie pokonany przez Rzymian. Płótno subtelnie nawiązywało do wojny Francji z Wielką Brytanią, porównując Napoleona prowadzącego w tym czasie ostatecznie przegraną kampanię w Rosji do Hannibala.

## Opis
W przeciwieństwie do innych znanych przedstawień forsowania Alp, gdzie wyeksponowani są wodzowie (Hannibal zwycięzca po raz pierwszy spoglądający z Alp w kierunku Italii, Napoleon przekraczający Przełęcz Świętego Bernarda w 1800 roku), prawdziwym bohaterem obrazu Turnera jest przyroda, jej potęga i majestat. Ludzie na płótnie przedstawieni są jako niewielkie sylwetki w zamglonym świetle, mali i krusi wobec potęgi żywiołu. Tyły armii Hannibala nękają wrodzy wojownicy, ich niewyraźne postacie widać na pierwszym planie pomiędzy ogromnymi głazami. Po prawej stronie płótna, u samego dołu, widać zarysy armii kartagińskiej z plamkami światła na błyszczących hełmach i tarczach. Na linii horyzontu w środkowej części dzieła widoczny jest maleńki zarys sylwetki słonia, nie wyróżnia się on kolorem z otoczenia.
Centrum obrazu jest zdominowane przez jasną plamę światła, którego źródłem jest słońce, zasłaniane przez nadciągające ogromne burzowe chmury, do namalowania których malarz wykorzystał paletę ciemnych brązów, błękitów i zieleni. Chmury z deszczem i śniegiem układają się w kształt owalnego wiru, który za chwilę zagarnie widoczny jeszcze krajobraz wraz z ludźmi. Z prawej strony przestrzeń jest wypełniona różnymi odcieniami bieli, w której stapiają się masyw gór, nadciągająca ściana śniegu i być może lawina. Jedna z sylwetek ludzkich reaguje gwałtownie na nadciągający kataklizm, wyrzucając w górę ramiona.